# Sint Annabaai

Sint Annabaai (nederländska för Sankt Annabukten) är en djup bukt belägen vid Curaçaos sydkust i Nederländska Antillerna och delar huvudstaden Willemstad i två delar samt förbinder Willemstads hamn Schottegat med Karibiska havet.
På östra sidan av bukten ligger Punda och på västra sidan ligger Otrabanda som sedan 1886 förbinds av bron Koningin Emmabrug och sedan 1974 även av bron Koningin Julianabrug.

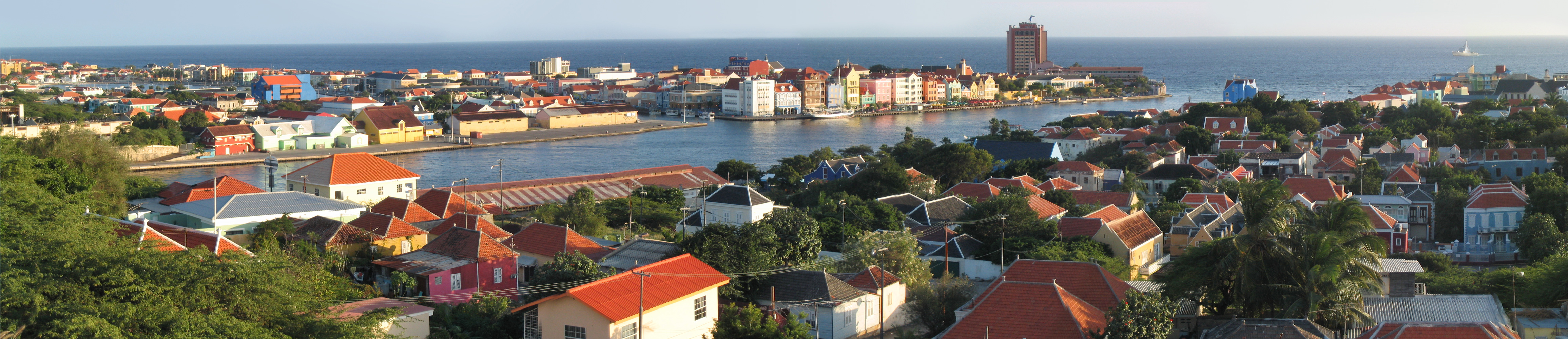
Sankt Annabukten, vy mot söder. Hitom bukten syns Punda och på andra sidan syns Otrabanda.